# Elateriformia
Elateriformia je infrařád všežravých brouků. Dvě největší čeledi v této skupině jsou krascovití, kterých je kolem 15 000 popsaných druhů a kovaříkovití, kterých je kolem 10 000 popsaných druhů.
Tento infrařád obsahuje pět nadčeledí:
- Buprestoidea
- Byrrhoidea
- Dascilloidea
- Elateroidea
- Scirtoidea